# Grupp 6-element
Grupp 6-element kallas gruppen av grundämnen i periodiska systemet som omfattar följande ämnen:
- Krom
- Molybden
- Volfram
- Seaborgium